# Blacksburg (Virginie)
Pour les articles homonymes, voir Blacksburg.
Blacksburg est une ville de l'État de Virginie, aux États-Unis, incorporée au comté de Montgomery.

## Histoire

### Colonisation européenne et fondation (1671–1771)
Au milieu du 17e siècle, les colons anglais ignoraient encore ce qui se trouvait au-delà des Monts Allegheny, dont la topographie, et l’occupation par des tribus indigènes parlant le tutelo, constituaient un obstacle à l’expansion de la Colonie de Virginie. Abraham Wood, commandant du Fort Henry en frontière (à l’emplacement de l’actuelle Petersburg, Virginie) et exploitant d’un comptoir de commerce avec les autochtones, organisa plusieurs expéditions vers l’ouest. Un passage à travers la crête fut finalement trouvé en 1671, lorsque les explorateurs Batts et Fallam, envoyés par Wood, atteignirent l’emplacement actuel de Blacksburg, en Virginie. Leur expédition suivit le cours de la rivière Stroubles Creek à travers l’actuelle ville et le campus de Virginia Tech, jusqu’à ce qu’ils baptisent Wood’s River.
Ils signalèrent que la région était habitée par les Monacans et les Moneton, groupes parlant une langue siouane, mais l’Assemblée générale de Virginie avait autorisé Wood à revendiquer ce territoire. Ainsi, le 17 septembre 1671, l’équipe de Batts et Fallam revendiqua toutes les terres du bassin versant du fleuve au nom du roi Charles II d’Angleterre. Cependant, la région n’était pas encore ouverte à l’obtention de brevets fonciers. En 1700, des guerriers Sénécas de la Confédération iroquoise, venus de New York et de Pennsylvanie, envahirent toute la zone, en chassant les autres groupes. Dès 1718, les Sénécas avaient accepté de vendre les territoires conquis à l’est des montagnes Blue Ridge à la Colonie de Virginie. Après une nouvelle cession au traité de Lancaster de 1744, un différend éclata entre les tribus et les colons sur la localisation exacte de la frontière : les monts Allegheny ou la rivière Ohio ? Le site de Blacksburg se situait juste dans cette zone contestée.
Dans les années 1740, la Wood's River Land Company, représentée par le colonel James Patton, obtint une grande étendue de terres dans ce qui constitue aujourd’hui le Sud-Ouest de la Virginie. Une partie de cette terre devint les comtés de Montgomery et de Pulaski, et fut vendue à des colons anglais, irlandais et écossais-irlandais en récompense de leurs services durant les Guerres indiennes et autres conflits. Les familles Draper et Ingles furent parmi les premières à s’établir à Draper’s Meadow en 1748, entre l’emplacement actuel du campus et le quartier de Hethwood.
En raison de sa position stratégique entre puissantes nations autochtones, qui s’alliaient tantôt aux Français, tantôt aux Britanniques, et de sa localisation près de passages vers l’ouest dans les Alleghenies, le développement de la région inquiétait de plus en plus les Français et leurs alliés autochtones. En juillet 1755, durant la guerre de la Conquête, des Chaouanons hostiles, armés par la France, attaquèrent l’avant-poste frontalier de Draper’s Meadow, qui comptait alors environ vingt colons. Environ quatre d’entre eux furent tués, et cinq capturés et emmenés au Kentucky, dont Mary Draper Ingles, qui réussit ensuite à s’évader. Un mémorial du massacre de Draper's Meadow a été érigé sur un pont près de l’étang Duck Pond. À la fin de la guerre, Draper’s Meadow avait été abandonné,.
Par le Traité d'Easton (1758), puis par la Proclamation royale de 1763, la Couronne britannique établit la ligne de crête des Alleghenies, séparant les bassins du Mississippi et de la Chesapeake, comme frontière entre sa colonie de Virginie et les peuples autochtones. Cette frontière resta en vigueur jusqu’en 1768, quand les revendications indigènes sur la région de Blacksburg furent levées par le Traité de Hard Labor avec les Cherokees et par le Traité de Fort Stanwix avec les Six Nations (Confédération iroquoise). Les Shawnees abandonnèrent définitivement leurs revendications sur ce territoire en 1774 après la guerre de Dunmore.

### La famille Black (1772–1797)
Samuel Black, dont la famille s’était installée à Staunton, Virginie, acheta 2,4 km2 de terres dans la région de Draper’s Meadow pour ses fils John et William en 1772. La plantation Smithfield, construite vers 1774 par le colonel William Preston, fut aménagée sur l’emplacement d’origine de Draper’s Meadow, près de l’actuel étang Duck Pond sur le campus de Virginia Tech.
À la mort de Samuel Black en 1792, la terre fut divisée en deux parties égales entre ses fils. L’actuelle Draper Road marque la ligne de partage. La propriété de John Black fut ultérieurement développée pour devenir la majeure partie du campus central de Virginia Tech.
En 1797, William Black traça un petit plan de rues et de lots comprenant 16 blocs sur une portion de ses terres. La ville initiale était limitée par les rues actuelles de Draper Road, Jackson Street, Wharton Street et Clay Street. Le logo de la ville contient 16 petits carrés formant un carré plus grand, symbolisant les 16 blocs originels prévus par William Black.

### Fondation de Blacksburg (1798–1870)

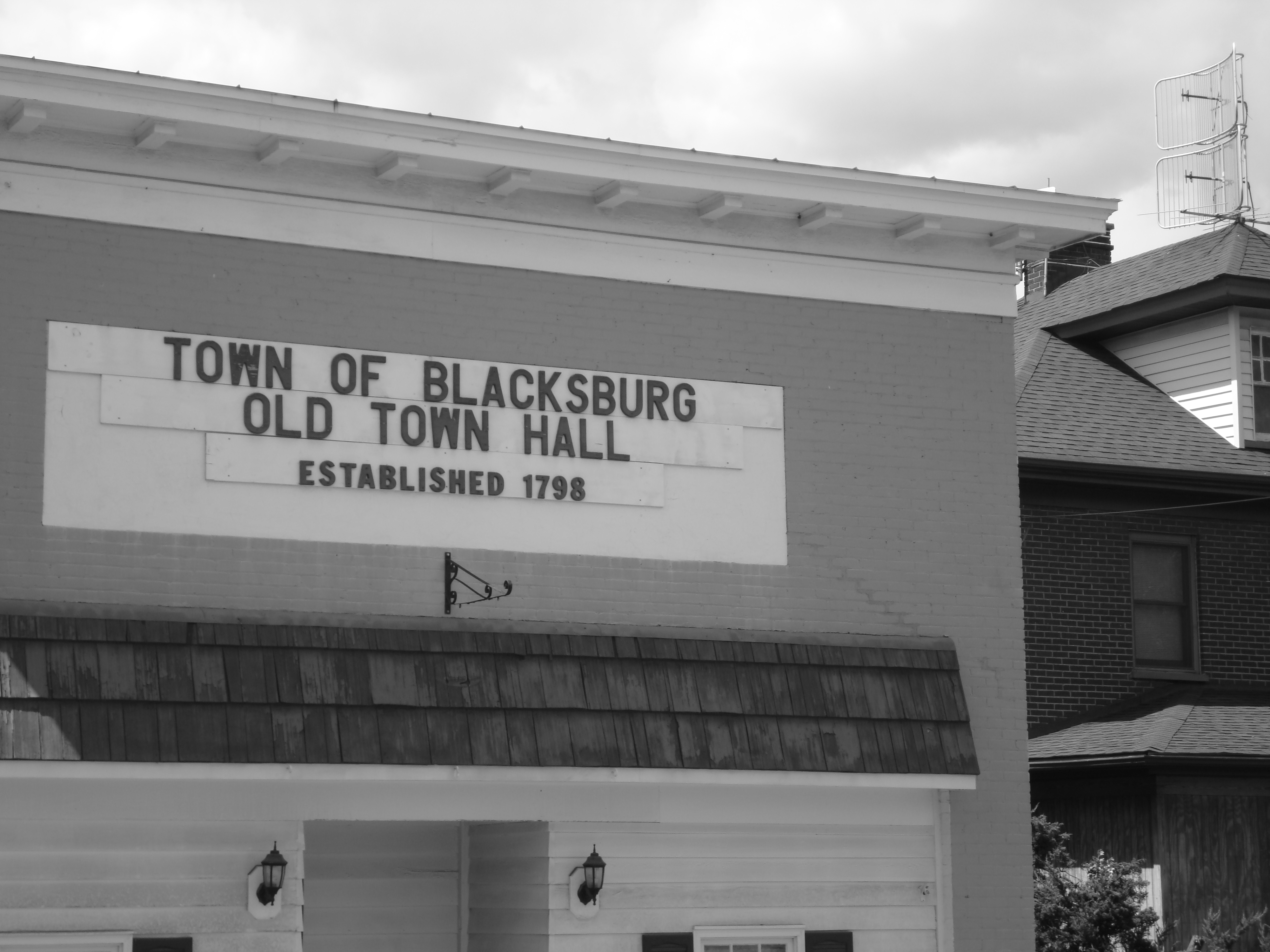
Ancien hôtel de ville de Blacksburg

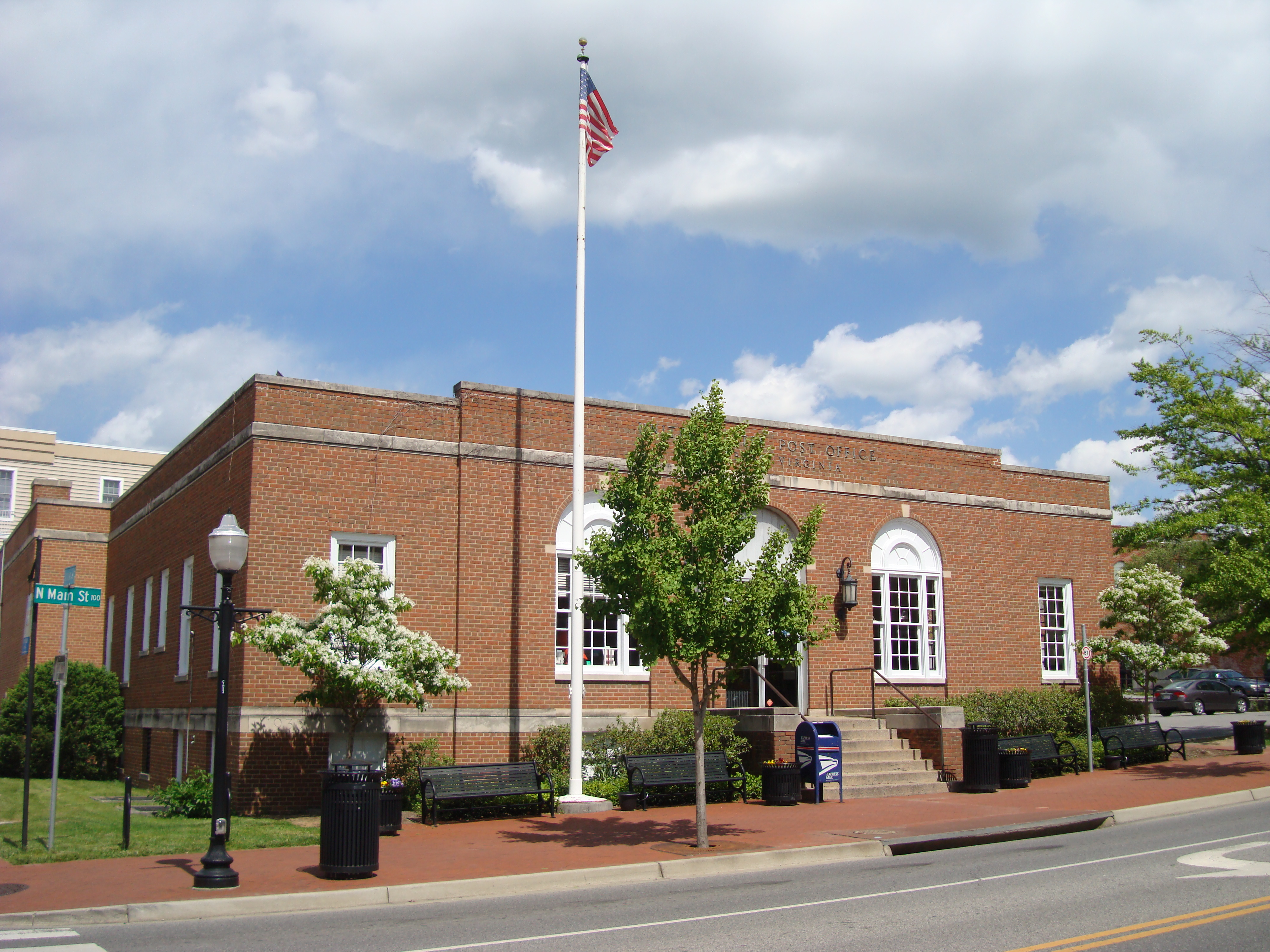
Le bureau de poste du centre-ville de Blacksburg

Après que Black eut adressé une pétition à la législature de l'État pour établir une ville à cet emplacement, la création officielle et la fondation de Blacksburg eurent lieu le 13 janvier 1798, sur une parcelle de 15,7 hectares qu'il avait tracée. Le 4 août suivant, il transféra l'acte de propriété aux fiduciaires de la ville. La ville fut nommée en son honneur.
En 1808, une cabane en rondins fut construite juste à l'est de la plantation de Smithfield. Robert Preston, futur colonel du 28e régiment d'infanterie de Virginie, y vécut, ainsi que deux futurs gouverneurs de Virginie. La cabane fut agrandie au milieu du 19e siècle pour devenir une ferme de style néo-grec aujourd’hui connue sous le nom de Solitude, qui est le plus ancien bâtiment du campus de Virginia Tech. En 1872, la ferme de 250 acres devint le campus central du Virginia Agricultural and Mechanical College, et la maison, après la mort de son propriétaire dans la décennie suivante, servit d’infirmerie universitaire de 1882 à 1886. Elle fut ensuite utilisée comme logement pour les enseignants.
Selon les archives du Département des Postes des Archives nationales des États-Unis, un bureau de poste fut créé sous le nom de « BLACKSBURGH » le 8 avril 1827. L’orthographe actuelle, sans le « h », fut adoptée en 1893.
Les méthodistes avaient construit deux cabanes pour le culte depuis la fondation de la ville, mais ils n’élevèrent un bâtiment permanent qu’en 1830, lorsqu’ils construisirent une église en briques. Les presbytériens furent la prochaine confession chrétienne à construire une église dans les limites de Blacksburg. En 1848, ils construisirent leur premier édifice en briques au 117 South Main Street. Bien que toujours debout, ce bâtiment n’est plus utilisé comme église depuis de nombreuses années. Il a un temps abrité le South Main Café et accueille aujourd’hui un restaurant nommé Cabo Fish Taco. Il s’agit également du plus ancien bâtiment de la rue principale. Les baptistes fondèrent la troisième plus ancienne église de la ville en 1852.
En 1832, le cimetière de Westview fut créé à partir de quelques acres de terrain cédés à des fiduciaires.
L’un des premiers établissements scolaires fut l’Académie féminine de Blacksburg, fondée en 1840. L’Olin and Preston Institute (renommé Preston and Olin Institute en 1869) était une académie parrainée par les méthodistes et fondée en 1851.
La première banque du comté de Montgomery, la Blacksburg Savings Institution, fut fondée en 1849. Le premier journal publié à Blacksburg fut le Montgomery Messenger, dont le premier numéro parut en 1869.

### Incorporation, modernisation (1871–1951)

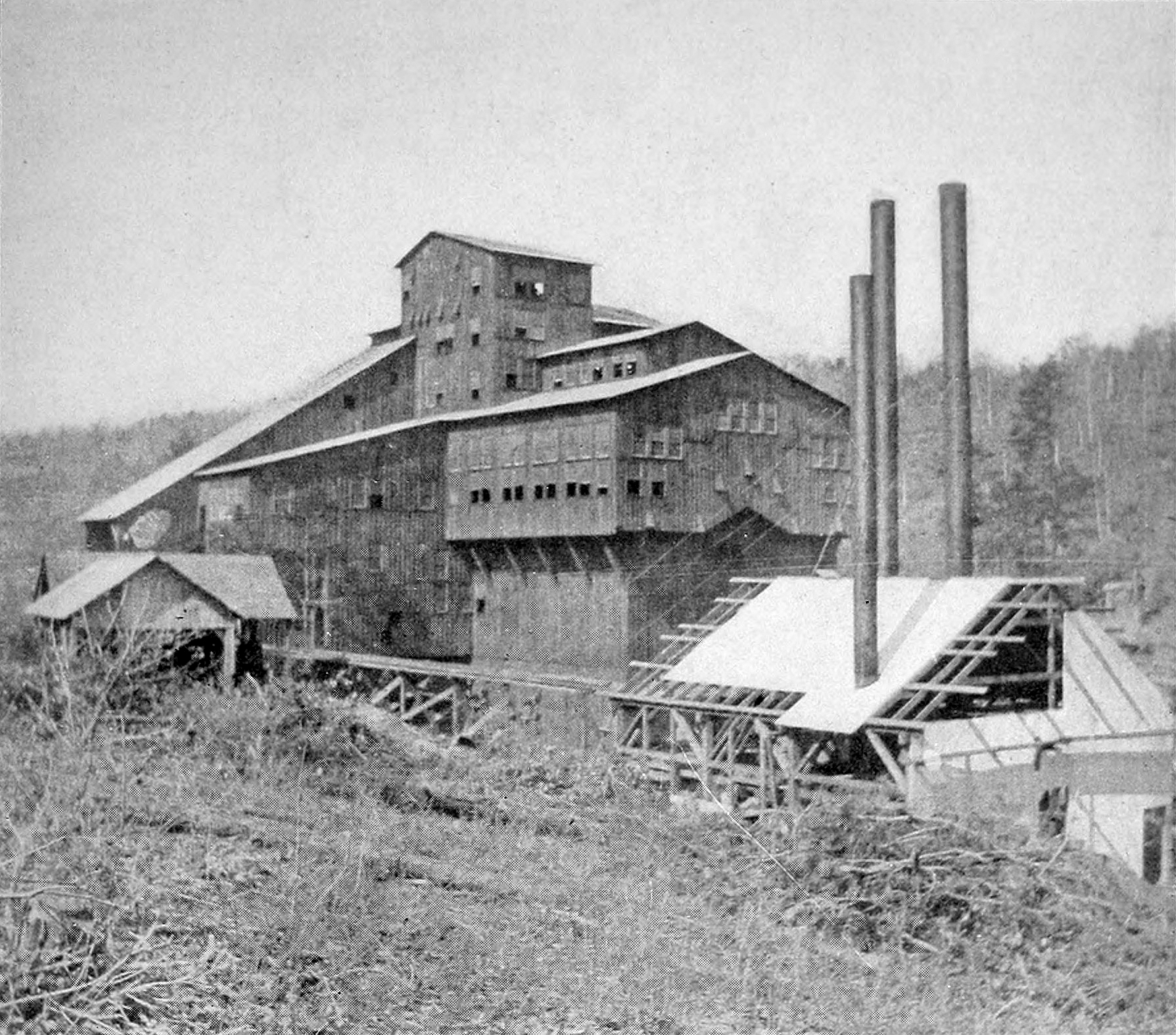
Une usine de charbon à la Virginia Anthracite Coal Company à Merrimac Mines, près de Blacksburg en 1904

En 1871, le village qui allait devenir Blacksburg fut incorporé et Thomas W. Jones devint le premier maire.
Un an plus tard, le Virginia Agricultural and Mechanical College ouvrit ses portes le 2 octobre 1872, avec un corps professoral composé de trois membres. Le collège grandit et devint connu sous le nom de Virginia Polytechnic Institute (VPI), et plus tard, "and State University" fut ajouté au nom, qui, peu après, fut informellement abrégé en Virginia Tech. Il est maintenant officiellement appelé Virginia Tech. C'est l'université publique de l'État de Virginie.
Une unité de sapeurs-pompiers fut organisée au sein de l'université en 1899. La ville acheta son premier camion de pompiers 43 ans plus tard. Le Blacksburg First Aid and Life Saving Crew fut fondé en 1951 et renommé Blacksburg Volunteer Rescue Squad dans une autre extension des services d'urgence croissants.
La première automobile traversa la ville en 1901. Trois ans plus tard, le train arriva à Blacksburg en provenance de Christiansburg en utilisant le Virginia Anthracite & Coal Railroad, qui devint plus tard connu sous le nom de "Huckleberry". Le trafic à Blacksburg augmenta suffisamment au point que, dès janvier 1913, la ville vota contre l'autorisation pour les vaches de continuer à errer en ville. La première station-service ouvrit en 1919 et, à l'époque, c'était la seule entre Roanoke et Bluefield La première piste d'atterrissage de la ville fut construite en 1929 et mesurait 1 800 pieds (548,64 m) de long. La piste en gazon obtint le statut d'aéroport en 1931 et devint plus tard l'aéroport de Virginia Tech. Les autobus locaux commencèrent à circuler pour la première fois en 1947.
Le premier théâtre de la ville fut construit en 1909. Il fut un précurseur du Lyric Theatre sur College Avenue.
Au printemps 1935, Main Street fut équipée de dix lampadaires allant de Roanoke Street jusqu'au sommet de la colline, où elle croise désormais l'Alumni Mall. En octobre, le deuxième feu de circulation de la ville fut installé sur Main Street à Roanoke Street et synchronisé avec celui de l'original à Main et College. La création de la police municipale commença en 1937 lorsque l'agent Dave "Highpockets" Sumner devint le premier policier de Blacksburg. Le premier véhicule de police fut acheté neuf ans plus tard.

### Éducation obligatoire et commercialisation (1952–1992)

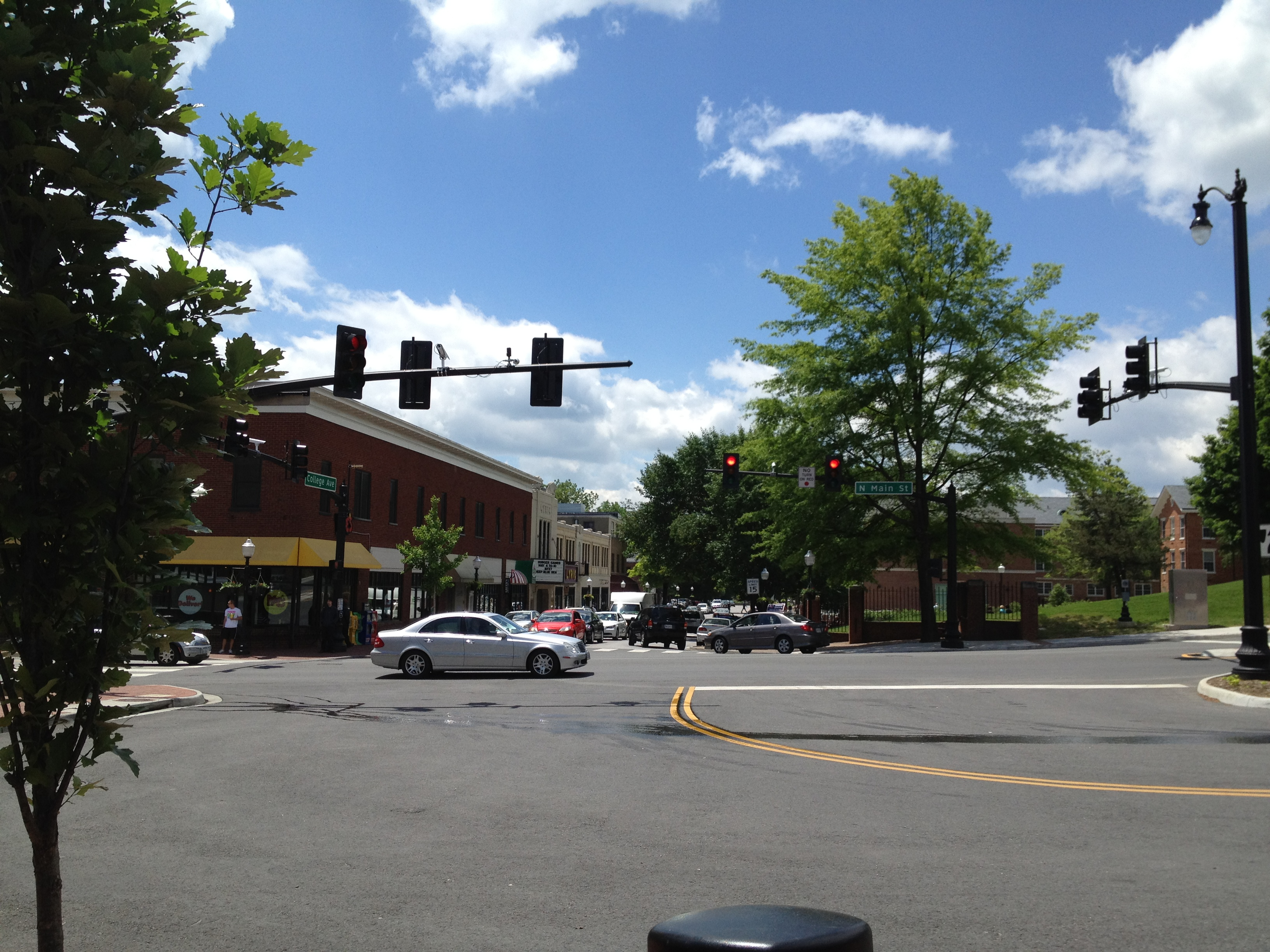
Intersection de Main Street et College Avenue

Blacksburg a connu un essor de l'instruction obligatoire pendant la seconde moitié du 20e siècle. Bien qu'il y ait eu un lieu pour l'éducation secondaire quelque part en ville depuis 1906, ce n'est qu'en 1952 que la première installation pour le Blacksburg High School fut construite aux intersections de South Main et Eheart Streets. Par la suite, l'école a déménagé dans de nouveaux locaux et a été adaptée pour devenir la Blacksburg Middle School La même année, tous les lycées du comté de Montgomery commencèrent à fonctionner sur une base de douze niveaux, ce qui est encore la politique du comté à ce jour.
Les écoles primaires Margaret J. Beeks Elementary School et Gilbert F. Linkous Elementary School ont été toutes deux achevées en 1963, et l'école primaire Harding Avenue Elementary School a été construite en 1972. Deux ans plus tard, en 1974, Blacksburg High School déménagea sur Patrick Henry Drive après 20 ans de problèmes de surpopulation dans ses locaux précédents.
Jack Goodwin fut nommé premier chef de police par le conseil municipal de Blacksburg en 1954. Jan Olinger devint la première femme policière en 1976.
1958 marqua le début de la fin pour le chemin de fer connu sous le nom de "Huckleberry". Cependant, dans les années 1960, les chemins de fer subirent une restructuration. Le service passagers prit fin le 25 juillet. Le 30 juin 1966, le dernier train de marchandises arriva à la gare de Blacksburg. Moins de 24 heures plus tard, la gare fut fermée, les wagons vides furent récupérés et les rails furent immédiatement retirés. Après des années d'efforts de la part des habitants de la ville, un sentier fut construit sur l'ancien droit de passage du chemin de fer et, après des années de travaux, de financement et de problèmes de planification, le Huckleberry Trail fut ouvert au public le 1er décembre 1998. 190 ans après sa construction originale, la maison de la plantation Smithfield rénovée fut rouverte en 1964.
Le commerce augmente dans la région au milieu des années 1960. Corning Incorporated, anciennement connue sous le nom de Corning Glass Works, basée dans le nord de l'État de New York, ouvrit une installation de fabrication en 1964, située au sud de Blacksburg. Le bâtiment municipal de Blacksburg sur South Main Street fut construit en 1969. Les appartements Terrace View, le premier grand complexe étudiant, furent construits en 1970. La branche de la bibliothèque du comté de Montgomery à Blacksburg ouvrit la même année. Dix ans plus tard, elle fut déplacée dans les locaux qui abritaient auparavant la Blacksburg Lumber Company sur Draper Road. En 1971, Blacksburg ratifia une nouvelle charte et LewisGale Hospital Montgomery fut construit. Le centre commercial University Mall ouvrit également cette année-là. Au milieu des années 1970, les appartements Foxridge, un complexe d'appartements étudiants encore plus grand, furent construits dans le cadre du développement de Hethwood. En 1981, le Blacksburg Community Center ouvrit ses portes. Il coûta à la ville 1,2 million de dollars pour sa construction. En 1988, le New River Valley Mall, situé dans la ville voisine de Christiansburg, ouvrit ses portes et le Virginia Tech Corporate Research Center eut sa première cérémonie de pose de la première pierre.
Après que la construction de la portion de la Virginie de l'Interstate 81 commença en 1957, neuf ans passèrent avant l'ouverture du segment de la zone de Christiansburg. Environ la moitié de ce temps passa avant l'ouverture du contournement de U.S. Route 460 en 1969.
Dans les années 1970, Virginia Tech fut annexée à la ville et cette dernière acquit d'autres terrains. Avec l'effet des annexions, la population passa de 9 000 à 30 000 habitants au cours de cette décennie. Remplaçant l'ancien système de bus public, Blacksburg Transit commença à fonctionner en 1983.

### L'ère de l'information (1993–présent)

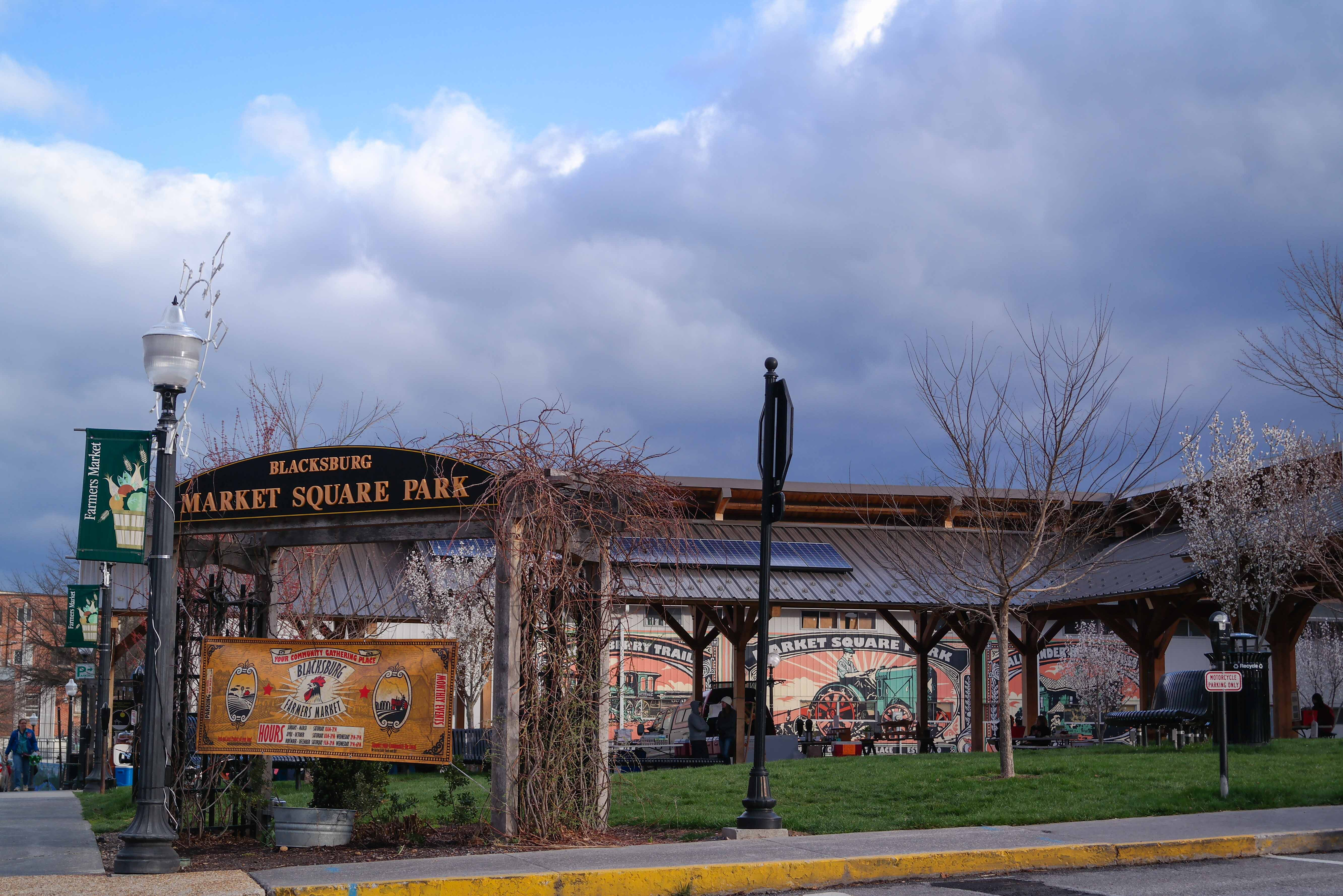
Market Square Park, lieu du Blacksburg Farmers Market depuis 2009

Blacksburg est le site du Blacksburg Electronic Village ou BEV, conçu comme un projet de réseau informatique de Virginia Tech en 1991 et officiellement lancé en 1993 comme moyen de connecter la ville via Internet. Ce projet a rapidement propulsé la ville dans ce qui est désormais appelé l'ère de l'information.
En 1994, les écoles publiques du comté de Montgomery ont achevé la construction de l'école élémentaire Kipps, située au 2801 Prices Fork Road. À cette époque, Blacksburg comptait cinq écoles élémentaires, une école intermédiaire et un lycée. Une bibliothèque récemment rénovée de la branche de Blacksburg a ouvert en 1996.
À la suite de la restructuration des chemins de fer, de nombreuses lignes ont été abandonnées. Après 24 ans d'abandon et six ans de planification et de construction, la première phase du Huckleberry Trail, construite sur l'ancienne voie ferrée de Huckleberry, a ouvert en 1996. La deuxième phase de la construction a été achevée en 1998. En 2019, le Blacksburg Rotary Mountain Bike Skills Park a ouvert avec un financement des parcs et loisirs de Blacksburg et des dons.
Le 8 juillet 1997, la première pelletée de terre a été donnée pour le projet expérimental "Smart Road". La deuxième phase de la construction a été achevée en 2002. La route est actuellement fermée au public et utilisée comme terrain d'essai pour le Virginia Tech Transportation Institute. Un bureau du National Weather Service est situé à Blacksburg et couvre une grande partie du sud-ouest de la Virginie, du sud-est de la Virginie-Occidentale et du nord-ouest de la Caroline du Nord.
En 2003, le nouveau bâtiment destiné aux élèves du Blacksburg Middle School a ouvert sur Prices Fork Road, adjacent à la propriété abritant l'école élémentaire Kipps.
Le 16 avril 2007, Seung-Hui Cho a tué 32 personnes et en a blessé 17 autres lors de la fusillade de Virginia Tech, avant de se suicider. Le massacre est la fusillade de masse la plus meurtrière dans un campus universitaire depuis la fusillade de l'université du Texas en 1966.
Le 21 janvier 2009, Zhu Haiyang décapita Yang Xin à Virginia Tech, lors du premier meurtre sur le campus depuis la fusillade de Virginia Tech.
Le 13 février 2010, après une tempête de neige ayant déposé deux pieds de neige sur la région, le toit du gymnase du Blacksburg High School, précédemment occupé, a subi une défaillance structurelle catastrophique et s'est effondré, causant des dégâts structurels dans d'autres zones de l'école. Le bâtiment scolaire a été condamné et les élèves ont suivi des cours du soir sur un horaire partagé avec les élèves du Blacksburg Middle School à leur école pour le reste de l'année. Il a été déterminé que les coûts de réparation dépasseraient les 18 millions de dollars et ne seraient pas viables compte tenu de l'âge de l'école ; il a été décidé de ne pas réparer le bâtiment. Avant l'année scolaire 2013-2014, le Blacksburg High School fonctionnait selon un emploi du temps normal dans le bâtiment du Blacksburg Middle School situé au 3109 Prices Fork Road, et les collégiens allaient à l'école dans l'ancien Christiansburg Middle School. Le bâtiment original de Blacksburg High School est resté vacant jusqu'à sa démolition durant l'été 2011. Le nouveau bâtiment du Blacksburg High School, ouvert pour le semestre d'automne 2013, est situé au 3401 Bruin Lane, derrière le Blacksburg Middle School actuel et le Bill Brown Football Stadium.

## Géographie

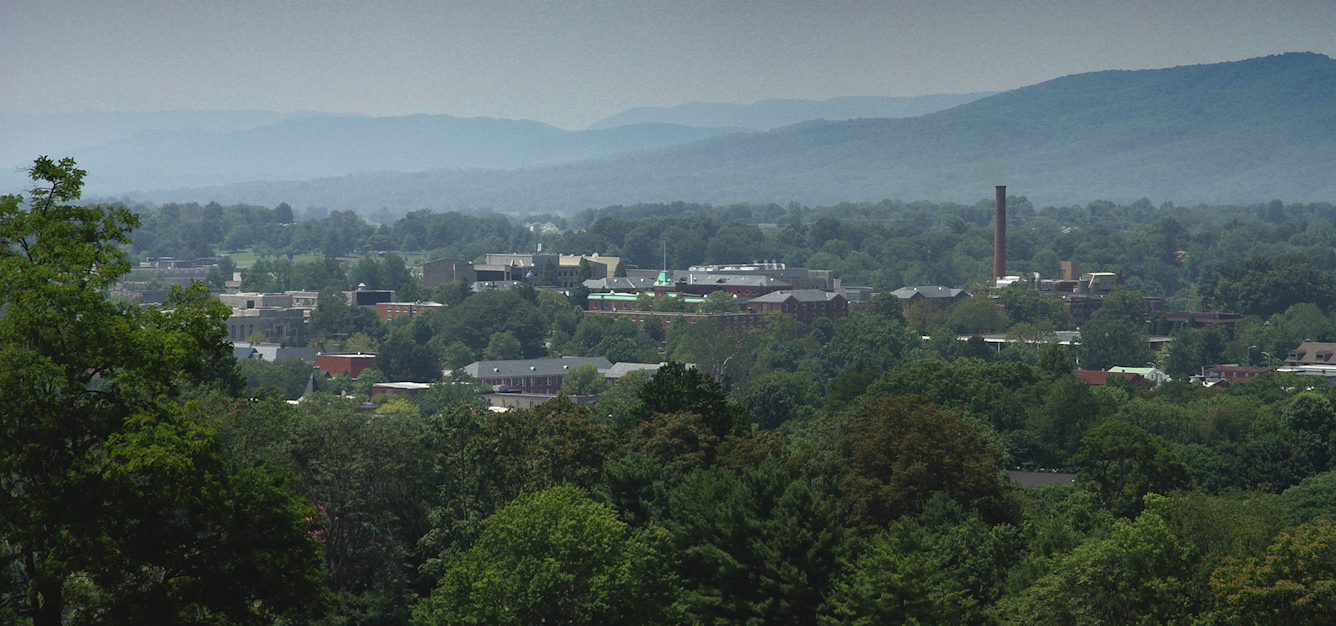
Vue sur Blacksburg

Selon le Bureau du recensement des États-Unis, la ville a une superficie totale de 51,6 km2, dont 51,5 km2 de terres et 0,1 km2, soit 0,10 %, d'eau. Située à 634 mètres d'altitude, Blacksburg se trouve dans la Vallée de la New River et se situe également sur la ligne continentale orientale de partage des eaux. Il s'agit de la 15e plus grande municipalité de l'État de Virginie. La ligne de partage des eaux continentale de l'Est traverse l’Aéroport Virginia Tech Montgomery.
Le plus haut bâtiment de Blacksburg est la Slusher Tower, une résidence universitaire de douze étages située sur le campus de la Virginia Tech. Le bâtiment situé à la plus haute altitude est en réalité Hoge Hall (anciennement Lee Hall), une autre résidence universitaire, qui abritait jusqu’au 17 mai 2009 l’émetteur de la station de radio universitaire WUVT. L’antenne de WUVT se trouve désormais au sommet de la montagne Price.

## Démographie
D'après le recensement des États-Unis de 2020, la ville comptait 44 826 habitants.
D'après le recensement de 2000, la ville comptait 39 573 habitants, 13 162 ménages et 4 777 familles. La densité de population était de 2 044,2 habitants par mile carré (789,2/km2). Il y avait 13 732 logements, avec une densité moyenne de 709,4 par mile carré (273,9/km2). La répartition ethnique de la ville était de 84,39 % blancs, 4,39 % Afro-américains, 0,11 % Amérindiens, 7,80 % Asiatiques, 0,06 % Insulaires du Pacifique, 0,90 % provenant d'autres ethnies, et 2,36 % de deux ethnies ou plus. Les Hispaniques ou Latinos de toutes ethnies représentaient 2,32 % de la population.
Il y avait 13 162 ménages, dont 16,3 % avaient des enfants de moins de 18 ans vivant avec eux, 28,7 % étaient des couples mariés vivant ensemble, 5,3 % avaient une femme chef de ménage sans mari présent, et 63,7 % étaient des ménages non familiaux. 26,6 % de tous les ménages étaient constitués d'individus, et 3,7 % avaient une personne vivant seule âgée de 65 ans ou plus. La taille moyenne des ménages était de 2,37 et la taille moyenne des familles était de 2,79.
Dans la ville, la population était répartie comme suit : 9,7 % avaient moins de 18 ans, 57,4 % avaient entre 18 et 24 ans, 18,9 % avaient entre 25 et 44 ans, 9,2 % avaient entre 45 et 64 ans, et 4,9 % avaient 65 ans ou plus. L'âge médian était de 22 ans. Pour chaque 100 femmes, il y avait 127,0 hommes. Pour chaque 100 femmes âgées de 18 ans et plus, il y avait 129,7 hommes.
Le revenu médian des ménages dans la ville était de 22 513 $, et le revenu médian des familles était de 51 810 $. Les hommes avaient un revenu médian de 37 129 $, contre 24 321 $ pour les femmes. Le revenu par habitant de la ville était de 13 946 $. Environ 15,9 % des familles et 43,2 % de la population vivaient en dessous du seuil de pauvreté, y compris 23,7 % des moins de 18 ans et 6,1 % des personnes âgées de 65 ans ou plus.
La région métropolitaine, qui comprend la ville de Christiansburg, la ville indépendante de Radford, et les comtés de Montgomery, Pulaski et de Giles, a une population estimée à 181 863 habitants et fait actuellement partie des métropoles à la croissance la plus rapide en Virginie.
Environ 87 % des résidents de la ville ont accès à Internet à domicile, dont 65 % utilisent une connexion haut débit. 85 % de la communauté a une éducation universitaire, dont 70 % sont diplômés de Virginia Tech.

## Économie
Blacksburg possède un aéroport (Virginia Tech Airport, code AITA : BCB).
L'économie de la ville repose en grande partie sur son université.

## Jumelage
Blacksburg est jumelée à San José de Bocay, dans les montagnes du nord du Nicaragua,.